# Gustaf Jonsson (ingenjör)
Gustaf Erik Wilhelm Jonsson, född 11 april 1898 i Mariefreds församling i Södermanlands län, död 26 februari 1955 i Enskede församling i Stockholm, var en svensk ingenjör.
Gustaf Jonsson var son till urmakaren Gustaf Lennart Jonsson och Anna Matilda Mellström. Efter studentexamen i Strängnäs 1917 och civilingenjörsexamen vid Kungliga Tekniska högskolan (KTH) 1924 var han anställd vid J. & C.G. Bolinders Mekaniska Verkstad AB i Stockholm till 1931. Han bedrev konsultativ ingenjörsverksamhet 1931–1938. Därefter var han anställd vid IVA:s Ångvärmeinstitut från 1938, blev föreståndare för IVA:s Motorbränslelaboratorium 1943. Han skrev uppsatser för Teknisk Tidskrift och tidskriften IVA.
Åren 1928–1951 var han gift med Gunvor Matilda Kristina Mandahl (1903–1981), dotter till operasångaren Thor Mandahl och operasångerskan Julia Jahnke. Tillsammans fick de sonen Bo Jonsson (född 1929). Efter skilsmässan gifte han om sig, men blev änkling efter två år.
Han är begravd på Mariefreds kyrkogård tillsammans med sina föräldrar.